# Reineke
Reineke (en rus: Рейнеке) és un poble (possiólok) del krai de Primórie, a l'Extrem Orient de Rússia, que en el cens del 2010 tenia 22 habitants. Es troba a l'illa Reineke, a 25 km de Vladivostok.